# Przyłęk (województwo wielkopolskie)
Przyłęk – wieś w Polsce położona w województwie wielkopolskim, w powiecie nowotomyskim, w gminie Nowy Tomyśl.
W latach 1975–1998 miejscowość położona była w województwie poznańskim.

## Historia i położenie
Wieś, leżąca w obrębie Glińskich Gór, założona została w 1704, jako jedna z osad powstających w okolicach Nowego Tomyśla w ramach kolonizacji olęderskiej i nosiła wówczas nazwę Zielonka lub Przyłęk Olędry. Na terenie dawnej osady młyńskiej Bobrówka (nie istnieje) funkcjonował w latach 1940-1943 karny hitlerowski obóz pracy, co upamiętnia pomnik z 1979. W Bobrówce w 1508 działał młyn Ostrorogów z Lwówka, wyposażony w dwa młyńskie koła. W tym rejonie przebiegała w XVI wieku granica dóbr trzcielskich i zbąszyńskich. W latach 1975–1998, około 600 metrów od pomnika znajdował się trójstyk granic województw: gorzowskiego, poznańskiego i zieleonogórskiego (obecnie gmin: Nowy Tomyśl, Miedzichowo i Zbąszyń). Od 1973 planowana jest w tym rejonie zapora spiętrzająca Czarną Wodę i Bobrówkę w Zbiornik Bobrówka.
W okresie Wielkiego Księstwa Poznańskiego (1815-1848) miejscowość wzmiankowana jako Przyleg Olendry należała do wsi większych w ówczesnym powiecie bukowskim, który dzielił się na cztery okręgi (bukowski, grodziski, lutomyślski oraz lwowkowski). Przyleg Olendry należał do okręgu lutomyślskiego i stanowił część rozległego majątku Tomyśl stary, którego właścicielem był wówczas Hangsdorf. W skład majątku Tomyśl stary wchodziło łącznie 13 wsi. Według spisu urzędowego z 1837 roku Przyleg Olendry liczył 527 mieszkańców i 79 dymów (domostw).